# Archaeogomphus globulus
Archaeogomphus globulus – gatunek ważki z rodziny gadziogłówkowatych (Gomphidae). Występuje na terenie Ameryki Południowej.